# Giovanni Battista Orsini
Giovanni Battista Orsini (?  – Rodosz, 1476. június 8.) a Jeruzsálemi Szent János Ispotályos Lovagrend itáliai születésű nagymestere volt. Számos erődítmény építése fűződik a nevéhez, amelyek nagy szerepet játszottak Rodosz 1480-as török ostromának visszaverésében.

## Élete
Híres római nemesi családban született. 1442 és 1466 között a johannita rend főperjele volt. Miután a rend nagymestere, Piero Raimondo Zacosta meghalt, megválasztották utódjának. 1467. március 4-étől haláláig, 1476. június 8-áig volt nagymester.
Megválasztása után rövid időn belül Rodosz vezénylő kapitányának nevezte ki Pierre d’Aubussont, és 1468-ban rábízta a sziget erődítményépítési és -felújítási munkálatainak irányítását és ellenőrzését. A nagymesterségének idejében elkészült építmények közül kiemelkedik a Rodosz városa előtt fekvő Mandraki-kikötőt védő Szent István-torony, amely 1480-ban kritikus fontossággal bírt az ostrom visszaverésében.
Szintén hivatali ideje alatt fejeződött be a várárok felújítása és a kikötői sánc megerősítése a Tengeri kapu és a Szélmalmok mólója között. Nevéhez fűződik a Szent János- és a Szent Mária-torony összekapcsolása a várfallal, a sáncárok külső falának megépítése a nagymesteri palotától északra és a Szent Pál-torony megerősítése.
1469 augusztusában Giovanni Battista Orsini összehívta a johanniták perjeljeit, és közölte velük, hogy a rend felhalmozott adósságainak visszafizetése nem tűr halasztást, mert az már Rodosz megtarthatóságát veszélyezteti. Figyelmeztette a perjeleket, hogy még azelőtt vissza kell fizetni a felvett kölcsönöket, hogy II. Mehmed oszmán szultán megtámadja a szigetet.
Amikor 1470-ben a szultán a Velencei Köztársasághoz tartozó Negroponte ellen indult, a harcban a rend hajói is részt vettek. Orsini védelmi szerződést kötött a velenceiekkel, akikkel korábban a johanniták ellenséges viszonyban álltak, mert nem nézték jó szemmel, hogy a muzulmánokkal kereskednek, ezért gyakran kifosztották a hajóikat. Orsini hívására a rend számos lovagja érkezett a szigetre.
Orsini nemcsak a rodoszi erődítményeket erősítette meg, hanem számos más erősséget is, amelyek az Égei-tenger johanniták által uralt más szigetein álltak. 1471-ben Koszon, Léroszon, Nisziroszon és Kálimnoszon végeztetett védelmi munkákat. Nagymesterségének hátralévő idejét is az adósság csökkentésének és az elkerülhetetlen török támadásra való felkészülésnek szentelte, mások mellett tornyokat építtetett Alimonián.
1476 februárjában a nagymester levelet írt Al-Asraf Káitbej egyiptomi szultánnak, a következő hónapban pedig követet küldött hozzá. A megbeszélések célja az oszmánok elleni szövetség létrehozása volt. Júniusban Orsini meghalt, utódja Pierre d'Aubusson lett.